# Неборув (гміна)
Гміна Неборув (пол. Gmina Nieborów) — сільська гміна у центральній Польщі. Належить до Ловицького повіту Лодзинського воєводства.
Станом на 31 грудня 2011 у гміні проживало 9373 особи.

## Площа
Згідно з даними за 2007 рік площа гміни становила 103.29 км², у тому числі:
- орні землі: 75.00%
- ліси: 15.00%

Таким чином, площа гміни становить 10.46% площі повіту.

## Населення
Станом на 31 грудня 2011:
| Опис     | Загалом | Загалом | Чоловіки | Чоловіки | Жінки | Жінки |
| -------- | ------- | ------- | -------- | -------- | ----- | ----- |
| одиниця  | осіб    | %       | осіб     | %        | осіб  | %     |
| все      | 9373    | 100     | 4531     | 48.34    | 4842  | 51.66 |
| міське   | 0       | 100     | 0        |          | 0     |       |
| сільське | 9373    | 100     | 4531     | 48.34    | 4842  | 51.66 |

## Сусідні гміни
Гміна Неборув межує з такими гмінами: Болімув, Коцежев-Полудньови, Лишковіце, Лович, Лович, Нова-Суха, Скерневіце.